# Râul Valea Tocastrului
Râul Valea Tocastrului este un curs de apă afluent al râului Ulmoasa. 